# Serra do Cercal
A Serra do Cercal é uma elevação de Portugal Continental. Situa-se no Alentejo Litoral e percorre, no sentido Norte-Sul os concelhos de Santiago do Cacém e Odemira, situando-se ao Sul da Serra de Grândola e é parte do Parque Natural do Sudoeste Alentejano e Costa Vicentina. Atinge a altitude máxima no pico de Santo Isidro  com 372 metros. Outros pico relevantes sao: Serra do Pennedo 339m, Serpe 315m, Serro do Malhão 314m, Serra Monte do Trigo 283m,Senhora das Neves 277m, Serra do Toiro 269m.

## Actividade Mineira
Os jazigos filonianos são os mais importantes, salientando-se entre eles as minas de Rosalgar e
Serra da Mina (Cercal). Rocha Gomes refere no seu relatório mineração romana em Serra da Mina e Vale Bejinha